# Hong Kong Taoist Association
Hong Kong Taoist Association (HKTA) is de belangrijkste taoïstische vereniging van Hongkong. Volgens de vereniging telt Hongkong 1,2 miljoen mensen die het daoïsme beoefenen. Begin maart 2009 pleitte de vereniging voor twee nieuwe officiële publieke vrije dagen in Hongkong, namelijk de verjaardag van Laozi en de verjaardag van Confucius. De Hongkongse overheid kan nog geen gezamenlijk standpunt krijgen over dit onderwerp. De verjaardag van Siddharta Gautama Boeddha is al wel een officiële publiek vrije dag.
De vereniging heeft vroeger verschillende scholen opgericht, onder andere: HKTA Tang Hin Memorial Secondary School en HKTA The Yuen Yuen Institute No. 1 Secondary School.
Om de drie jaar organiseert de vereniging een grote gebedsceremonie, waarbij meer dan tien daoïstische tempels en vele daoshi aan mee doen. Hierbij wordt gebeden om de wereldvrede.